# 올리비아 핫세
올리비아 허시(본명: 올리비아 오수나, 영어: Olivia Osuna), 영어: Olivia Hussey, 올리비아 핫세, 1951년 4월 17일~2024년 12월 27일)는 잉글랜드, 아르헨티나의 배우이다. 《로미오와 줄리엣》 등 영화에 출연하였다. 당시 로미오로 출연했던 레너드 와이팅과 실제 연인사이였다. 1971년에 19살 나이로 동갑내기 배우 딘 폴 마틴과 결혼했다. 딘 폴 마틴은 당시 유명 가수였던 딘 마틴의 아들이었다. 올리비아는 살면서 두 번 이혼과 세 번 결혼을 하였으며 두 번째 남편이었던 후세 아키라는 일본의 유명한 가수로 그 사이 아들 맥스 후세가 있다. 3번째 남편과 인디아 아이슬리를 낳았으며, 인디아 아이슬리도 배우로 활동 중이다.
그녀 이름의 정확한 발음은 올리비아 허시이지만 대한민국에서는 일본어식 발음인 올리비아 핫세(일본어: オリヴィア・ハッセー 오리비아 핫세[*])로 많이 불린다.

## 주요 출연 작품
- 《토르티야 헤븐》 (Tortilla Heaven, 2007)
- 《헤드스페이스》 (Headspace, 2005)
- 《마더 데레사》 (Madre Teresa, 2005)
- 《매드맨》 (Ice Cream Man, 1995)
- 《퀘스트》 (Quest Of The Delta Knights, 1993)
- 《세이브 미》 (Save Me, 1993)
- 《이름 없는 전쟁》 (La Guerre Sans Nom, 1992)
- 《성전풍운》 (聖戰風雲: Undeclared War, 1990)
- 《사이코 4》 (Psycho IV: The Beginning, 1990)
- 《미망의 여인》 (Distortions, 1987)
- 《필사의 반란》 (Escape 2000, 1981)
- 《나일 강의 죽음》 (Death On The Nile, 1981)
- 《부활의 날》 (復活の日: Day Of Ressurection, 1980)
- 《고양이와 카니리아》 (The Cat And The Canary, 1979)
- 《블랙 크리스마스》 (Black Christmas, 1974)
- 《잃어버린 지평선》 (Lost Horizon, 1973)
- 《썸머타임 킬러》 (Un Verano Para Matar, 1972)
- 《그레이트 프라이데이》 (H-Bomb, 1971)
- 《로미오와 줄리엣》 (Romeo And Juliet, 1968)